# Jokajdon callizonus
Jokajdon callizonus é uma espécie de gastrópode  da família Charopidae.
É endémica da Micronésia.